# Чина (приток Витима)
Чина — река в Еравнинском и Баунтовском районах Бурятии. Левая составляющая Витима. Длина — 132 км, площадь водосборного бассейна — 1830 км².

## География

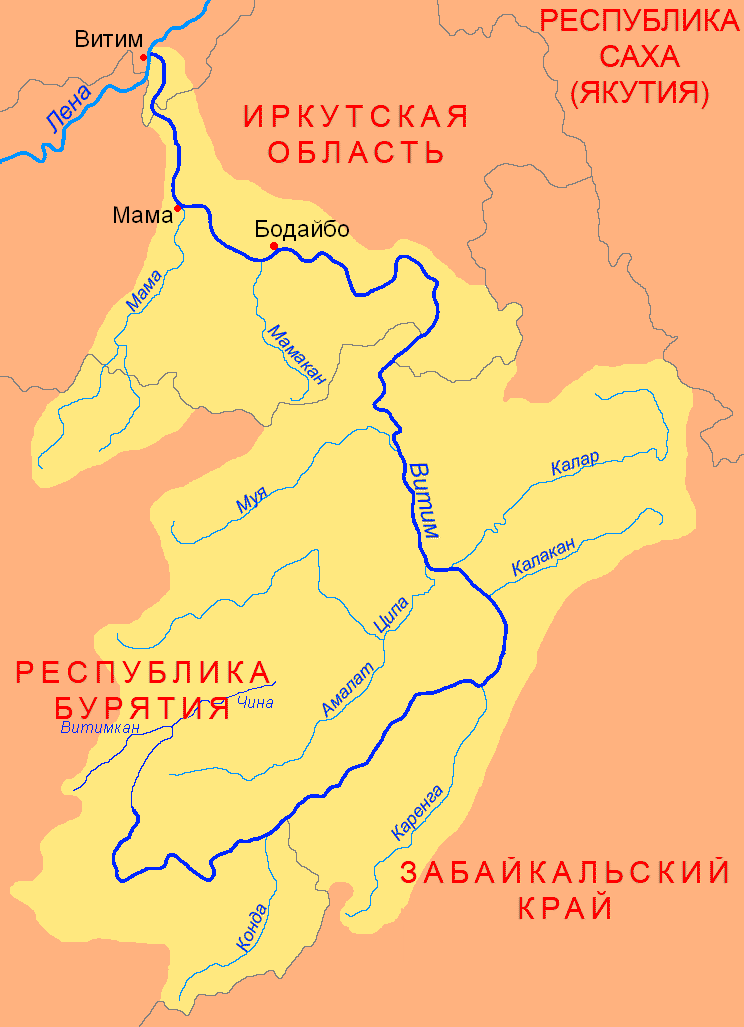

Исток Чины находится на границе Станового нагорья и Витимского плоскогорья на высоте 1400 м над уровнем моря. На всём протяжении течёт на юго-запад. В среднем течении русло реки проходит параллельно хребту Шаман. Сливаясь с рекой Витимкан к северо-востоку от посёлка Варваринский, образует реку Витим. Высота устья — 1171 м над уровнем моря. Населённых пунктов на реке нет. Низовья заболочены; скорость течения в нижнем течении составляет 1 м/с. Зимой полностью перемерзает.

## Гидрология
Среднегодовой расход воды в 90 км от устья составляет 3,24 м³/с. Среднемесячные расходы воды (данные наблюдений с 1958 по 1988 год):
| Средний расход воды (м³/с) реки Чина по месяцам с 1958 по 1988 гг. (замеры производились на гидрологическом посту Троицкий) |

## Основные притоки
- Правые: Каптурга, Чинакан.
- Левые: Има, Агенда, Кара.

## Данные водного реестра
По данным государственного водного реестра России и геоинформационной системы водохозяйственного районирования территории РФ, подготовленной Федеральным агентством водных ресурсов:
- Бассейновый округ — Ленский
- Речной бассейн — Лена
- Речной подбассейн — Витим
- Водохозяйственный участок — Витим от истока до водомерного поста у села Калакан